# Arenosetella littoralis
Arenosetella littoralis is een eenoogkreeftjessoort uit de familie van de Ectinosomatidae. De wetenschappelijke naam van de soort is voor het eerst geldig gepubliceerd in 1977 door Bodin.